# Marina Bassols Ribera
Marina Bassols Ribera (* 13. Dezember 1999 in Blanes) ist eine spanische Tennisspielerin.

## Karriere
Bassols Ribera begann mit sieben Jahren mit dem Tennisspielen, ihr bevorzugter Belag ist der Hartplatz. Sie spielt vor allem auf der ITF Women’s World Tennis Tour und konnte dort bislang acht Titel im Einzel und sieben im Doppel gewinnen.
Bei den Mittelmeerspielen 2018 erreichte sie im Dameneinzel das Achtelfinale, im Damendoppel gewann sie mit ihrer Partnerin Eva Guerrero Álvarez die Bronzemedaille.

## Turniersiege

### Einzel
| Nr. | Datum              | Turnier          | Kategorie      | Belag     | Finalgegnerin         | Ergebnis      |
| --- | ------------------ | ---------------- | -------------- | --------- | --------------------- | ------------- |
| 1.  | 11. Februar 2018   | Manacor          | ITF $15.000    | Sand      | Marta Paigina         | 6:1, 6:4      |
| 2.  | 26. August 2018    | Rotterdam        | ITF $15.000    | Sand      | Swjatlana Piraschenka | 7:5, 6:2      |
| 3.  | 2. September 2018  | Haren            | ITF $15.000    | Sand      | Lara Salden           | 6:2, 7:64     |
| 4.  | 3. Februar 2019    | Manacor          | ITF W15        | Sand      | Ioana Loredana Roșca  | 6:3, 6:4      |
| 5.  | 14. März 2021      | Manacor          | ITF W15        | Sand      | Camilla Rosatello     | 7:5, 6:2      |
| 6.  | 19. Juni 2022      | Madrid           | ITF W60        | Hartplatz | Alexandra Eala        | 6:4, 7:5      |
| 7.  | 3. Juli 2022       | Palma del Río    | ITF W25+H      | Hartplatz | Jessika Ponchet       | 5:7, 6:4, 6:3 |
| 8.  | 27. November 2022  | Valencia         | ITF W80+H      | Sand      | Ylena In-Albon        | 6:4, 6:0      |
| 9.  | 17. September 2023 | Ljubljana        | WTA Challenger | Sand      | Zeynep Sönmez         | 6:0, 7:62     |
| 10. | 2. Dezember 2023   | Andorra la Vella | WTA Challenger | Hartplatz | Erika Andreeva        | 7:5, 7:63     |

### Doppel
| Nr. | Datum              | Turnier                    | Kategorie   | Belag     | Partnerin            | Finalgegnerinnen                          | Ergebnis          |
| --- | ------------------ | -------------------------- | ----------- | --------- | -------------------- | ----------------------------------------- | ----------------- |
| 1.  | 21. Juli 2018      | Don Benito                 | ITF $15.000 | Teppich   | Irina Cantos Siemers | Noelia Bouzo Zanotti Ángela Fita Boluda   | 6:1, 6:2          |
| 2.  | 4. August 2018     | El Espinar                 | ITF $25.000 | Hartplatz | Olga Parres Azcoitia | Tamara Čurović Başak Eraydın              | 7:5, 6:4          |
| 3.  | 3. August 2019     | El Espinar                 | ITF W25     | Hartplatz | Shuo Feng            | Alexandra Bozovic Shalimar Talbi          | 7:5, 7:64         |
| 4.  | 17. August 2019    | Las Palmas de Gran Canaria | ITF W25+H   | Sand      | Shuo Feng            | Manon Arcangioli Kimberley Zimmermann     | 6:3, 6:1          |
| 5.  | 5. September 2020  | Montemor-o-Novo            | ITF W25     | Hartplatz | Ioana Loredana Roșca | Jodie Anna Burrage Olivia Nicholls        | 7:65, 4:6, [10:6] |
| 6.  | 27. September 2020 | Porto                      | ITF W15     | Hartplatz | Carolina M. Alves    | Júlia Payola Himeno Sakatsume             | 6:3, 4:6, [10:7]  |
| 7.  | 7. Mai 2022        | Tossa de Mar               | ITF W25     | Teppich   | Ioana Loredana Roșca | Yvonne Cavalle-Reimers Celia Cerviño Ruiz | 7:5, 6:0          |